# Рыженков, Владимир Николаевич
Владимир Николаевич Рыженков (бел. Уладзімір Мікалаевіч Рыжанкоў; 11 сентября 1945, Добруш, Гомельская область — 12 декабря 1996, Минск) — советский и белорусский спортивный деятель, Министр спорта и туризма Республики Беларусь (1995—1996).

## Биография
Родился 11 сентября 1945 года в городе Добруш Гомельской области БССР. В 1964 году он окончил Гомельский дорожно-строительный техникум. После этого работал дорожным мастером, служил в армии. В 1972 году окончил Белорусский государственный институт физической культуры, после чего сначала остался в нём преподавать, а позднее работал по комсомольской и профсоюзной линии. Закончил Минскую высшую партийную школу.
С 1978 года работал заместителем председателя Центрального Совета сельского добровольного спортивного общества «Урожай», с 1979 года — начальником управления физического воспитания Комитета по физической культуре и спорту при Совете Министров Белорусской ССР, с 1982 года — инструктором, заведующим сектором физической культуры и спорта отдела административных органов ЦК КПБ. В июле 1990 года Рыженков возглавил Государственный комитет по физической культуре и спорту Белорусской ССР. После распада СССР, когда был создан Национальный олимпийский комитет Республики Беларусь, он стал его первым президентом. С 1993 года работал заведующим кафедрой физической культуры (на общественных началах) Академии управления при Совете Министров Республики Беларусь. С 20 ноября 1995 по 12 декабря 1996 года был Министром спорта и туризма Республики Беларусь.
Скоропостижно умер от инсульта 12 декабря 1996 года. Похоронен на Восточном кладбище Минска.

Могила Рыженкова на Восточном кладбище Минска.

## Семья
- Отец — Николай Дмитриевич (род. 1917) — работал мастером по лесоразработке в леспромхозе «Плоское» Добрушского лесничества.
- Мать — Зинаида Михайловна (род. 1923) — домохозяйка.
- Жена — Бронислава Францевна Рыженкова.
- Сын — Максим Владимирович Рыженков, министр иностранных дел Республики Беларусь.
- Дочь — Дарья Владимировна.

## Память
- Фестиваль футбола памяти Владимира Рыженкова в Добруше Гомельской области[5][6]
- Международный турнир по баскетболу памяти Владимира Рыженкова в Минске[7]